# María Cristina Urchueguía Schölzel
María Cristina Urchueguía Schölzel (nascuda el 1965 a Irun) és una musicòloga valenciana. És catedràtica a l'Institut de Musicologia de la Universitat de Berna.
Provinent d'una família basco-alemanya, Urchueguía passà la infantesa a València i feu el batxillerat al Col·legi Alemany de València. Després va fer els estudis superiors de piano al Conservatori Superior de Música de València amb Perfecto García Chornet.
De 1990 a 1995 estudià musicologia, història de l'art i filologia romànica a la Universitat de Würzburg. Finalitzà el seu màster en musicologia (MA) l'any 1995 amb una tesi sobre Les cançons de Manuel de Falla. Després tractà el tema de La missa polifònica al Segle d'Or, i es doctorà el 1999.
El 2000/01 fou becària postdoctoral a la Universitat de Múnic, on treballà en l'edició i comentari d'Arte nouamente inventanda (Lisboa 1540) de Gonçalo de Vaena. Del 2000 al 2002 també fou becària a l'edició completa de les obres de Richard Wagner. Del 2001 al 2004 va rebre una beca de recerca de la DFG per al projecte musicològic Escriptura i composició en les obres del Beethoven mitjà. El 2003/04 participà en el projecte musicològic Arcangelo Corelli: Edició històrico-crítica d'obres musicals. Vol. III: Sonata a Violino e Violone o Cimbalo, Opus V. A més, fou assistent de recerca a l'Institut Johann Sebastian Bach de Göttingen fins al 2005. Després es va convertir en assistent d'investigació a l'Institut de Musicologia de la Universitat de Zúric. L'any 2006 esdevingué professora visitant a la Universitat Politècnica de València. L'any 2009 completà la seua habilitació a la Facultat de Filosofia de la Universitat de Zúric. Ha col·laborat en l'edició de la col·lecció Historia de la música en España e Hispanoamérica, obra dirigida per Maricarmen Gómez Muntané.
Després de ser catedràtica adjunta a l'Institut de Musicologia de la Universitat de Berna del 2010 al 2015, esdevingué catedràtica de musicologia històrica el 2016. El seu enfocament se centra en temes filològics d'edició i història de la música antiga (polifonia, missa polifònica, teatre musical en alemany, música instrumental, qüestions de mètode, etc).
Exerceix càrrecs significatius a la musicologia internacional: és presidenta de la Societat Suïssa de Musicologia des del 2012 i des del mateix any és membre electa de la Societat Suïssa d'Humanitats i Ciències Socials. És secretària general de la Societat Internacional de Musicologia des del 2022 i membre del comitè directiu del Répertoire International des Sources Musicales Digital.
És autora del volum Mehrstimmige Messen in Quellen aus Spanien, Portugal und Lateinamerika, c. 1490-1630. Drucke, Handschriften und verlorene Quellen (Misses polifòniques en fonts d'Espanya, Portugal i Amèrica Llatina, c. 1490-1630. Impreses, manuscrites i fonts perdudes, 2005). És un catàleg de més de nou-centes pàgines, d'un tema sobre el qual s'havien fet molt pocs estudis.
El 2023 va publicar Un 23F musical. El día que Franco, Marx y Bach compartieron escenario en Valencia. El llibre narra uns fets ocorreguts a València el 23 de febrer de 1981, quan se celebrava un concert del Thomanerchor de Leipzig, que va coincidir amb l'intent de cop d'estat contra el Govern d'Espanya.